# Hypenopsis dubia
Hypenopsis dubia är en fjärilsart som beskrevs av William Schaus 1913. Hypenopsis dubia ingår i släktet Hypenopsis och familjen nattflyn. Inga underarter finns listade i Catalogue of Life.